# 桓温
桓 温（かん おん、永嘉6年（312年）- 寧康元年7月14日（373年8月18日））は、東晋の政治家・軍人。字は元子。譙国竜亢県の人。父は宣城内史桓彝。母は孔憲。後漢の儒学者桓栄、三国時代の魏の政治家桓範の後裔であるという。東晋の将軍として、成漢を滅ぼし、洛陽を奪還するなどの大功を挙げた。

## 生涯

### 若き日
桓温は豪快な人柄で品格があり、立派な姿貌を備えていた。また、顔には七星のようなあざがあった。若い頃には劉惔と交流があり、劉惔からは「温（桓温）の眼は紫の石棱のようであり、髭は乱れ毛が右払いになっている。孫仲謀（孫権）や晋宣王（司馬懿）に準ずるものがある」と評された。
咸和3年（328年）、父の桓彝が蘇峻の乱の最中、東晋に背いた韓晃により殺された。後に韓晃は敗れて討ち取られたものの、桓彝殺害の謀略に加担していた涇県県令江播は罰せられる事無く生き延びていた。当時15歳であった桓温はその事実を知り、武器を枕にして血の涙を流して父の仇討ちを誓ったという。咸和6年（331年）、江播がこの世を去ると、子の江彪ら兄弟3人は喪に服したが、彼らは桓温の報復を恐れ、杖の中に刃を隠してその襲撃に備えていた。だが、桓温は弔問客に紛れて密かに彼らへ接近し、家屋の中で江彪を切り殺し、さらに弟2人も追いかけて殺した。この仇討ちは当時の人々から称賛されたという。

### 急速な出世
やがて東晋に仕えた桓温は父の爵位である万寧県男を継ぎ、加えて明帝の長女である南康公主司馬興男を妻に迎え、皇帝の婿として駙馬都尉・琅邪太守・徐州刺史・都督青徐兗三州諸軍事を務めるなど急速に昇進を重ねた。また西府軍（荊州一帯の軍団を指す。これに対して建康に駐屯する軍団を北府軍という）を統括していた外戚の荊州刺史庾翼とは親交があり、桓温を高く評価していた彼は明帝に対し、桓温に人並みの待遇ではなく国家の大役を任せるよう進言していたという。当時、庾翼は前燕の慕容皝や前涼の張駿と連携しての後趙・成漢の征伐計画（前燕と前涼は、当時は東晋の藩国であった）を立てており、難題が多い事から朝議では皆その作戦に否定的であったが、桓温は庾冰・司馬無忌らと共に彼の作戦に賛成していたという。
しかし永和元年（345年）、庾翼は病により没した。西府軍におけるその後任として、当初は子の庾爰之が挙げられたが、侍中の何充は彼では力不足だとして、代わって桓温を西府軍の指揮官に推薦した。これに対し丹陽尹劉惔は桓温の野心を警戒したため、対抗馬として会稽王司馬昱を推薦し、自らがその軍司（軍事を監察する役職）を務める案を挙げた。しかし司馬昱はこれに応じなかったので、結局桓温に白羽の矢が立った。こうして桓温は持節・都督荊司雍益梁寧六州諸軍事・安西将軍・荊州刺史に任じられ、護南蛮校尉を兼任した。これにより荊州に出鎮して西府軍を統括し、長江上流の兵権を握る事となった。庾爰之は敢えてこの人事に対して異を唱える事はなかったので、大きな混乱は見られなかった。

### 成漢攻略
成漢の君主の李勢は荒淫で無道な人物であり、その国力は日を追うごとに衰えていた。永和2年（346年）10月頃、桓温は西伐を敢行して成漢を滅ぼし、勲功を打ち立てようと考えたが、諸将はみな失敗すると考えてこれに反対したが、ただ一人江夏相袁喬だけは桓温の意見に賛同した。これにより、桓温は周囲の反対を押し切って西伐を決断した。
11月、桓温は成漢征伐の作戦を決行した。朝廷の百官らは蜀の地は険阻で遠方にあり、また桓温の兵が少ない事を憂慮し、書を送って深入りしないよう桓温を諫めたが、桓温はこれを無視した。永和3年（347年）正月、成漢領内に進軍すると、諸将は軍を分けて二道より進み、成漢軍の勢いを分散させるべきだと主張したが、袁喬は「軍を分けてしまえば兵心も一つとはならず、万一片方でも敗れれば大事は去ってしまいます。ここは釜・鍋は棄てて3日分の食料のみを携帯し、逃げ帰るという選択肢が無い事を全軍に示すべきです。そして全軍を挙げ一丸となって進軍し、一戦で決着を付ければ勝利は間違いありません」と進言した。桓温はこの意見に同意し、3日分の食糧のみを携え、歩兵を率いてまっすぐ首都の成都へと進撃した。
桓温は成漢の李福・李権らの軍を撃破し、成都城外まで十里の所まで進撃した。李勢は全軍を動員して桓温軍を迎え撃ち、笮橋において決戦を挑んだ。戦況は壮絶なものとなり、東晋軍の前鋒は劣勢となって参軍龔護が戦死した。成漢軍の攻勢は桓温の馬前まで矢が届くほどとなり、諸将は大いに恐れて撤退しようと考えたが、鼓吏（軍の太鼓係）は誤って前進の合図を叩いてしまった。だが、袁喬は逆にこれを利用し、剣を抜いて軍士を大いに鼓舞すると、奮戦して敵軍を撃破した。これにより李勢軍は大きく潰走したので、桓温は勝ちに乗じて進撃し、ついに成都を攻め落とすと、その城門を焼き払った。成漢軍は恐れおののき、みな戦意を喪失した。李勢は夜闇に紛れて東門から逃亡し、90里退いて晋寿郡の葭萌城に入った。やがて将軍鄧嵩と昝堅の勧めにより降伏を決断し、散騎常侍王幼を派遣して桓温へ降伏の文書を送り、自ら「略陽の李勢は、ここに叩頭して死罪を受け入れます」と称した。また、棺を担ぎ、面縛して桓温の陣営へ出頭した。桓温は戒めを解き、李勢とその宗室10人余りを建康へ送還した。
成漢の司空譙献之（譙縦の祖父）・尚書僕射王誓・中書監王瑜・鎮東将軍鄧定・散騎常侍常璩らは良臣であった事から、桓温は彼らの罪を免じて参佐に取り立てた。他にも当地の賢人を登用してその善行を表彰したので、蜀の民はみな喜んだという。しかし後に王誓・鄧定らは反乱を起こしため、桓温は自ら出撃して鄧定を撃ち、また益州刺史周撫に命じて王誓らを討伐させた。乱が鎮圧されると、桓温は軍隊を整備して再編成した後、江陵へ帰還した。成都に留まる事30日であった。
永和4年（348年）8月、朝廷により蜀平定の功績が論じられると、桓温は豫章郡公の地位を望んだ。だが、その権勢を危惧した尚書左丞荀蕤は「（今ここで豫章郡公の地位を与えてしまえば）温（桓温）がもし今後、河・洛の地を平定した暁には、どうやってそれを賞するというのですか」と反対したので、認められなかった。最終的に桓温は征西大将軍に任じられ、開府儀同三司の特権を与えられ、さらに臨賀郡公に封じられた。

### 殷浩との対立
蜀平定の功績により桓温の声望は大いに振るったので、朝廷は彼を制御出来なくなるのを憂慮して警戒を強めていた。揚州刺史殷浩は大いに名声を博していたので、会稽王司馬昱は彼を朝政に参与させる事で桓温を抑え込もうとした。
桓温は自ら兵士・物資をかき集め、次第に荊州で半独立状態となり、不臣の心を抱くようになっていった。朝廷は彼を建康に招くことは出来ないと知っていたが、敢えて幾度も招聘を掛けて彼の心を繋ぎ止めようとした。国内でもまだ変事は起きていなかったので、表面上は君臣の仲はまだ良好であった。
永和5年（349年）4月、桓温は督護滕畯に交州・広州の兵を与え、林邑国を征伐させた。滕畯は盧容において国王の范文と交戦したが、敗北を喫して九真まで撤退した。
6月、後趙皇帝石虎が崩御すると、桓温は北伐を敢行して中原を奪還する絶好の好機と捉え、安陸へ出鎮して諸将に北方を窺わせた。また、併せて朝廷へ上疏し、水軍・陸軍の動員を請うたが、長い間返答はなかった。
後に殷浩らが作戦に反対していることを知り、桓温はひどく憤った。その一方、殷浩の事を大した人物ではないと見做していたので、全く恐れてはいなかったという。その後も数年に渡り幾度も北伐を要請したが、朝廷が聞き入れる事は無かった。
永和6年（350年）11月、氐族酋長苻健（前秦の初代君主）が長安を占拠すると、彼は表向きは東晋の臣を称していたので、桓温の下へ使者を派遣して誼を通じたという（但し、翌年1月には再び態度を翻して自立し、前秦を建国する）。
永和7年（351年）12月、桓温は全く動こうとしない朝廷に痺れを切らし、再び上奏文を送ると共に5万の軍を率いて長江を下って武昌に駐留し、建康を威圧した。桓温到来の報に朝廷は震え上がり、殷浩は辞職して桓温に実権を譲ろうとした。また、騶虞幡（晋代の皇帝の停戦の節）を立てて、桓温軍を留めようとした。内外では様々な噂が飛び交い、桓温の謀反を疑って人心は動揺した。司馬昱は桓温に書を送って国家の方針を説明し、また朝廷より疑惑を抱かれていることを忠告した。これを受けて桓温は軍を返すと共に上疏して、武昌へ軍を動かしたのは趙・魏の地を掃討するための準備であり、自分が反乱を目論んでいるという疑惑について弁明した。また、北伐が許可されない件について不満を漏らし、朝廷内に蔓延る佞臣の存在を痛烈に批判した。後に桓温は太尉に進められたが、太尉になるということは中央へ帰還するということであり、事実上桓温の軍権を奪い去る為の措置であったので、これを固辞した。
永和8年（352年）2月、益州牧を自称して益州で反乱を起こしていた蕭敬文討伐の為、督護鄧遐・益州刺史周撫を涪城へ侵攻させたが、彼らはこれを撃ち破る事が出来ずに撤退した。8月、さらに梁州刺史司馬勲を派遣し、周撫らに協力させた。彼らは涪城を守る蕭敬文を撃ち破ると、その首級を挙げた。
永和8年から翌9年（353年）にかけて、殷浩は数度に渡り北伐を敢行したが、幾度も敗北を繰り返して兵器を使い切ってしまったので、天下より謗られる事となった。永和10年（354年）1月、官民が殷浩の失敗を甚だ恨んでいるのを見て、桓温は殷浩の罷免を上奏した。上奏は認められ、殷浩は庶人に落とされた。これにより内外の大権は全て桓温の手中に入り、桓温の北伐を止められる者は誰もいなくなった。

### 第一次北伐
2月、桓温は遂に北伐を実行に移し、前秦の首都長安攻略を目標に定めた。歩騎兵併せて4万を率いて江陵を出発し、水軍は襄陽から均口に入って南郷へと至り、陸軍は淅川から武関へ侵攻した。また、梁州刺史司馬勲には子午道から関中に入らせ、前秦を共同で撃った。同月、別動隊を上洛へ侵攻させ、前秦の荊州刺史郭敬を捕らえた。さらに青泥へ進撃してこれも攻略した。司馬勲もまた前秦の西の辺境を攻め、さらに前涼の秦州刺史王擢もまた桓温に呼応して陳倉を攻めた。
前秦君主苻健は太子苻萇・丞相苻雄・平昌王苻菁・淮南王苻生・北平王苻碩に迎撃を命じ、苻萇らは兵5万を率いて嶢柳・愁思堆に駐屯して桓温を阻んだ。
4月、桓温は藍田まで進むと、前秦の主力軍がこれを迎え撃ち、大規模な交戦となった。当初、苻生率いる前鋒部隊により突撃を受け、将軍応誕・劉泓が討ち取られて1000人余りが戦死するなど苦戦を強いられたが、桓温は力戦してこの戦局を覆し、最終的には前秦軍を大敗させた。さらには弟の将軍桓沖を白鹿原に進撃させ、苻雄軍を撃ち破った。さらに桓温軍は進撃を続け、遂に長安の東面にある灞上まで到達した。苻萇らは長安城南へ後退して守備を固め、苻健は残兵6000人を伴って溝を深く掘り、長安小城に籠もった。さらには3万の兵を新たに徴発し、大司馬雷弱児らに与えて苻萇軍に合流させた。
これにより、付近の郡県では桓温に降伏する者が相次いだ。桓温は百姓を慰撫し、彼らが安心して生業に励めるようにした。関中の住民は牛を牽いて酒を持ち、沿道まで出向いて桓温の到来を歓迎し、その数は全住民の8・9割に及んだ。ある老人は感極まり「今日、再び官軍を見る事が出来るとは、思ってもいなかった！」と語り、涙を流したという。
同月、苻雄は騎兵7千を率いて子午谷にいる司馬勲を攻めると、司馬勲は女媧堡に撤退した。
5月、王擢は陳倉を攻略し、前秦の扶風内史毛難を殺害した。
同月、桓温は苻雄らと白鹿原において交戦するも戦局は不利となり、1万人余りの損害を出した。
当初、桓温は関中で麦が熟するのを待ち、兵糧とする腹積もりであった。だが、苻健は尽く作物を刈り取って逃走したので、兵糧の供給が難しくなってしまった。
6月、桓温はこれ以上の侵攻を諦め、3000戸余りの民を引き連れて荊州へ帰還した。呼延毒は1万の兵を率いて桓温軍に付き従った。苻萇らは撤退中の桓温軍を追撃し、潼関において追いついた。桓温軍は幾度も攻撃を受け、万の兵を失ったという。司馬勲・王擢もまた陳倉において苻雄より攻撃を受け、司馬勲は漢中へ、王擢は略陽へ逃走した。
桓温が灞上に留まっていた時、南郷郡太守薛珍は桓温へ直ちに長安へ進撃するよう勧めたが、桓温は従わなかった。その為、薛珍は単独で河を渡ると、大いに戦果を挙げたという。桓温が撤退を開始すると、衆人へ自らの勇猛さを誇ると共に桓温の慎重さを非難したので、桓温はこれを殺した。
9月、襄陽に到着すると、穆帝は侍中・黄門を派遣して桓温を労った。

### 第二次北伐
その後、母の孔憲が亡くなると上疏し、免職を申し出ると共に母を宛陵に埋葬したいと請うたが、認められなかった。桓温は母に臨賀太夫人の印綬を追贈し、敬と諡した。また、侍中を派遣して母を祀らせ、謁者に葬儀を監護させた。10日間の内に弔問の使者は8度到来した。桓温は葬儀を終えると、洛陽を奪還して都を移し、園陵（西晋の皇陵）を修復したいと考えるようになった。
永和12年（356年）2月、桓温は10度以上に渡りこの事を上表したが、認められなかった。しばらくして、桓温は征討大都督・都督司冀二州諸軍事に昇進し、専征の任を委ねられた。
7月、許昌・洛陽の奪還を目論んで水軍を率いて江陵を出発し、督護高武に魯陽を守らせ、輔国将軍戴施を河上に駐屯させた。同時に朝廷へ上疏し、譙・梁の間は既に水路が通じていたので、徐州・豫州の兵を動員して淮河・泗河より黄河に入らせ、作戦に合流させて欲しいと請うた。
8月、桓温軍は進軍を続けて伊水に至った。羌族首領の姚襄は洛陽を包囲していたが、桓温の到来を聞くと軍を返し、伊水の北を守って桓温を防いだ。桓温は布陣すると自ら武具を着け、弟の桓沖を始めとした諸将を指揮した。桓温の攻勢により、姚襄は大敗を喫して数千の死者を出し、北邙山を越えて西に逃げた。配下の張駿・楊凝らはみな桓温により捕らえられ、尋陽へと送られた。桓温が追撃を掛けると、姚襄は平陽に奔った。こうして遂に東晋は洛陽を45年ぶりに奪還した。桓温はかつての太極殿の前に駐屯し、金墉城（洛陽城の中にある小城）に入った。その後、諸々の皇帝の廟に参り、壊されていた陵墓を修復して、墓守を置いた。
しばらくして、桓温は軍を旋回させて賊の周成を討伐し、3000戸余りを江・漢の間に移住させた。さらに、西陽郡太守滕畯を派遣して黄城より蛮賊文盧らを討たせ、さらに江夏相劉岵と義陽郡太守胡驥を派遣して妖賊李弘を討たせた。皆これを撃破し、敵将の首級を建康へ送った。桓温は朝廷に上疏して洛陽への遷都を主張したが受け入れられず、やむなく洛陽に守備隊を残して引き上げた。
桓温が荊州に戻ると、司州・豫州・青州・兗州は再び五胡諸政権の実効支配下に置かれた。
升平4年（360年）11月、臨賀郡公から南郡公に改封された。臨賀については郡公から県公に降ろされた上で、次男の桓済が封じられた。
升平5年（361年）4月、弟の黄門郎桓豁を都督沔中七郡諸軍事・新野郡太守・義城郡太守に任じて前燕領の許昌へ侵攻させ、将軍慕容塵を撃破した。

### 遠征準備
隆和元年（362年）、前燕の将軍呂護が洛陽を攻めると、河南郡太守戴施は城を捨てて逃走した。冠軍将軍陳祐が使者を送って危急を告げると、桓温は将軍庾希と竟陵郡太守鄧遐に水軍3000を与えて河南を救援させた。また、洛陽に都を戻すよう再び朝廷へ上疏し、さらに永嘉の乱により河南に逃れてきた者たちを郷里へ還すよう進言した。朝廷はみな桓温を恐れていたので敢えて異議を挟まなかったが、ただ散騎常侍領著作郎孫綽だけはこれに猛然と反対した。桓温は孫綽の上表文を見て憤ったが、結局誰も北への帰還を望むものはいなかったので、洛陽への遷都も実行には移されなかった。さらに、朝廷は交州・広州が遠方であることを理由に桓温の交州・広州の都督職を解任し、改めて都督并司冀三州諸軍事に任じたが、桓温はこれを受けなかった。
興寧元年（363年）、侍中・大司馬・都督中外諸軍事・仮黄鉞を加えられた。桓温は撫軍司馬王坦之を長史に抜擢し、袁真を都督并司冀三州諸軍事に、庾希を都督青州諸軍事に任じた。こうして、桓温は内外を総督する立場となったが、自身は遠方にいたので、上疏して7つの建言をした。「一．私党（派閥）が結成される事により私議が沸騰するので、これを抑え込み政治を正す事。二．戸口が少なく漢代の1郡に満たない地域は、余分な官を統合して職を縮減し、また長く職務に当たらせる事。三．機密の政務を重視し、公文書の処理に期限を設ける事。四．長幼の礼儀を明確にし、国への忠を奨励する事。五．褒貶や賞罰は実体に即して行う事。六．前典に則り、学業を盛んにする事。七．史官を立て、晋書を編纂する事」。役人は全てを奏行した。桓温は羽葆鼓吹を加えられ、左右長史・司馬・従事中郎の4人を置くことを許されたが、桓温は鼓吹のみを受けてそれ以外は全て辞退した。
興寧2年（364年）2月、前燕の太傅慕容評・龍驤将軍李洪が河南へ侵攻した。4月、李洪らは許昌・汝南・陳郡を攻略して晋軍を度々破った。桓温は袁真を派遣して防御させ、さらに自ら水軍を率いて合肥まで進んだ。5月、揚州牧・録尚書事を加えられた。侍中顔旄は宣旨を携えて桓温の下へ赴き、桓温を建康に呼び戻して朝政に参画させようとした。桓温はこれに上疏して、中原が未だ奪還できていないのを理由に辞退したが、朝廷はこれを許さずに再び詔を下した。桓温がさらに赭圻へ軍を進めると、尚書車灌が派遣され、詔により桓温の進軍は止められた。桓温はこれに応じて赭圻に留まり、この地に城を築いた。また、録尚書事を辞退して揚州牧のみを領した。
また、この時期に土断を実行した。亡命政権である東晋では北から逃れてきた流民と元からこの地にいた人間とが混在しており、これらの流民は税役逃れのために戸籍に登録される事を逃れる傾向があった。そこで流民を現在の居住地に住む者として戸籍に登録し、税と兵役の義務を課す為に行われたのが土断であった。東晋の約100年の歴史の中で土断は記録のあるものだけでも9回行われているが、桓温によるものはその中でも規模・徹底性ともに最大級の物で、3月の庚戌に行われたので庚戌土断と呼ばれた。この土断は財政に寄与する所が極めて大きかったとされる。
興寧3年（365年）、前燕が洛陽を攻略し、洛陽の守将陳祐は逃走した。2月、執政をしていた会稽王司馬昱は桓温と洌洲において会合し、桓温の拠点を姑孰に移して征討の準備をさせることにした。だが、哀帝が崩御した事により取りやめとなった。
太和3年（368年）、殊礼を加えられ、その位は諸侯王の上となった。

### 第三次北伐
太和4年（369年）、全軍を挙げて北伐を請う上疏を再び出した。3月、北府軍を統括していた平北将軍・徐兗二州刺史郗愔は桓温へ手紙を送り、共に協力して王室を補佐することを呼びかけ、桓温には河上より兵を率いて出撃する様要請した。だが、郗愔の領する北府軍は勇猛であったので、桓温は郗愔に要衝である京口を掌握されるのを嫌がった。郗愔の子の郗超は桓温の参軍であったので、これを利用して信頼を落とそうと謀り、老病の為閑職に就いて休養したい、という旨の手紙を郗愔の名義を使って偽造した。これにより郗愔は会稽内史に改任となり、代わって桓温が平北将軍・徐兗二州刺史の職務を任された。こうして北府軍をも併合し、東晋の実権を完全に掌握した。
4月、江州刺史・南中郎桓沖と豫州刺史・西中郎袁真らを従え、歩兵騎兵合わせて5万を率いて北伐を敢行して前燕へ侵攻した。百官はみな南州において宴を催して桓温の成功を祈り、全ての都市や村は彼の動向に注目したという。郗超は陸路で進む事を勧めたが、桓温は水路より軍を進めた。
6月、桓温は金郷まで軍を進めると、大きな旱魃が起こり水路が使えなくなっていた。その為、鉅野から三百里余りを切り開き、水を引き込んで舟運を通すと、清水から黄河に入った。郗超は桓温へ建議して、全軍でもって前燕の国都の鄴城へ真っ直ぐ進撃し、また兵を分けて河道を堅守することで輸送路を確保して食料を蓄え、翌年の夏になるまで攻勢を掛け続けるべきであると進言した。しかし桓温はこれを聞き入れなかった。その後、建威将軍檀玄に湖陸を攻撃させ、これを陥落させて寧東将軍慕容忠を捕らえた。前燕皇帝の慕容暐は慕容厲を征討大将軍に任じて2万の兵を与えて迎撃させたが、桓温はこれに大勝した。これにより、前燕の高平郡太守徐翻は郡ごと降伏した。さらに、桓温は鄧遐と朱序を派遣して前燕の将軍傅顔を破った。慕容暐はさらに安楽王慕容臧に迎撃させたが、桓温はこれも返り討ちにした。その為、慕容臧は散騎常侍李鳳を前秦へ派遣して、救援を要請した。
7月、桓温は武陽に駐屯すると、前燕の元兗州刺史孫元が一族郎党を率いて帰順してきた。桓温はさらに枋頭まで進んだ。慕容評は大いに恐れ、慕容暐を伴って龍城へ撤退すると共に、慕容臧に代わって慕容垂を総大将に命じ、征南将軍慕容徳を副官として、5万の兵を与えて桓温を防がせた。また、前秦へ虎牢以西の地を割譲する事を条件に援軍を要請した。
8月、前秦は要請に応じ、将軍苟池・洛州刺史鄧羌へ2万の兵を与えて、潁川へ派遣した。桓温は前燕からの降将である段思を嚮導にしていたが、前燕の将軍悉羅騰の攻撃により捕らわれとなった。また、桓温はかつて後趙の将軍であった李述を魏・趙方面へ侵攻させていたが、悉羅騰配下の虎賁中郎将染干津に敗れた。
これより前に桓温は石門を開いて水運を通すため、袁真に命じて譙梁攻略に向かわせていた。8月、袁真は譙梁を平定するも石門を開く事が出来ず、次第に晋軍の兵糧が底を突き始めた。
9月、慕容徳は劉当と共に1万5千の兵で石門に駐屯し、豫州刺史李邽は五千の兵で桓温の糧道を断った。また、慕容徳軍の先鋒慕容宙は200騎で東晋軍を攻撃し、残りの兵800騎を三方に伏せた。東晋軍は200騎の兵に誘き寄せられ、伏兵の奇襲により大打撃を受けた。
兵糧が不足しているのに加え、前秦から援軍が到来しているとの報を受けたので、桓温は舟を焼き払い、輜重や武具を放棄して陸路で退却を始めた。東燕から倉垣へ出て陳留を経由し、井戸を掘って飲み水を確保しながら、七百里余りを行軍した。慕容垂は騎兵八千を率いて桓温軍に追撃を掛け、桓温は襄邑で敗れて戦死者3万を出した。前秦の将軍苟池も焦において桓温軍を攻撃し、桓温軍は1万の被害を受けた。孫元は武陽に逃走したが、前燕の左衛将軍孟高により捕らえられた。
10月、桓温は山陽まで退却すると敗残兵を収集した。また、この敗戦を大いに恥じ、その罪を全て袁真に帰し、彼を廃して庶人に降とすよう上表した。袁真は桓温に誣告されたと知り大いに怨み、寿陽に拠点を構えると、密かに苻堅や慕容暐と内通するようになった。

### 寿春平定
朝廷は敗戦の責任を問わず、侍中羅含を派遣して牛酒を持たせ、山陽で桓温をねぎらった。11月、会稽王司馬昱は詔を携えて涂中において桓温と会合し、桓温の世子桓熙を仮節・征虜将軍・豫州刺史に任じた。妻の南康公主が死去すると、布千匹・銭百万を与える詔が下されたが、桓温は固辞した。また、桓熙については3年間の服喪が必要であり、また年少であることからも辺境の任務には尚早であると陳弁したが、認められなかった。
12月、桓温は徐州の人民を徴発して広陵城を築かせると、鎮所を移した。この時期、行役が度重なっていた上に、疾病が蔓延したため、死者は10人のうち4・5人に上り、百姓は嗟怨の声を挙げた。秘書監孫盛は『晋春秋』を著し、この事実をありのままに記したので、桓温の怒りを買ったという。
太和5年（370年）2月、袁真が病死すると、配下の朱輔は子の袁瑾を豫州刺史として後を継がせた。前燕・前秦はいずれも袁瑾に援軍を派遣した。桓温は督護竺瑶・喬陽之に水軍を与えて迎撃を命じた。前燕軍が到来すると、竺瑶は武丘でこれを破った。
8月、桓温は兵二万を率いて広陵から軍を発した。袁瑾が籠城して守りを固めると、桓温は城を包囲した。
太和6年（371年）、前秦の将軍王鑒・張蚝らが2万を率いて到来すると、軍を洛澗に留めて精騎兵五千を肥水の北へ進ませた。桓温は桓伊と弟の子である桓石虔に迎え撃たせ、石橋において王鑒を大破した。また、桓温は諸将に命じて両陣営に夜襲を掛けさせ、張蚝らを慎城に撤退させた。勢いのままに寿春に進軍し、袁瑾軍を潰滅させた。袁瑾を生け捕りにすると、宗族の数十人や朱輔と共に建康へと送った。袁瑾の妻女は褒賞として将士に与えられ、彼が養っていた数百人の乞活は全て生き埋めにされた。これにより、豫州は尽く桓温の勢力下となった。桓温は功績によって班剣10人を与えられた。帰還の途中では労いの酒宴を受け、文武官には格差をつけて論功行賞が行われた。
3月、前秦の後将軍倶難は桃山に進んで東晋の蘭陵郡太守張閔子を攻めたが、桓温は兵を派遣してこれを返り討ちにした。

### 簡文帝擁立
桓温は自らの才能を自負しており、かねてより異志を胸に秘めていた。まず河北で功績を打ち立てて名声を高め、帰還の後に九錫を受けて政権を簒奪する腹づもりであったが、枋頭での失敗により逆に声望を大いに損なってしまった。寿春の戦役の後、桓温は参軍郗超へ「此度の戦勝で枋頭の失敗を雪げただろうか」と問うた。郗超は首を振り、桓温へ伊尹や霍光に倣って廃立の計を行い再び威権を高めるよう進言した。桓温はこれに同意した。
11月、桓温は兵を従えて入朝すると、褚太后へ迫って司馬奕が男色に溺れているという理由で廃するよう求めた。褚太后は百官を朝堂に集めると、司馬奕を海西公に貶降する決定を下した。その後、桓温は百官を従えて司馬昱の邸宅へ向かい、彼を迎え入れて皇帝に擁立した。詔により、桓温には諸葛亮の故事に倣って武具を着用した100人を従えての入殿が許され、銭5千万・絹2万匹・布10万匹が下賜された。この一件で百官は大いに震え上がり、自らの身に禍が降りかかるのを大いに恐れた。
桓温は脚に病気を患っていたため、乗輿にて入朝する事を許可された。桓温は簡文帝（司馬昱）に謁見すると、司馬奕廃立の理由について陳べようとしたが、簡文帝が涙を流し始めたので、大いに恐れて一言も発することが出来ずにそのまま退出した。簡文帝は自身もいつ廃立されるかを常々憂慮し、桓温の側近郗超にしばしば動向を尋ねていたという。

### 庾希討伐
権力を掌握した桓温は罷免や異動といった人事を次々行った。武陵王司馬晞はよく武芸に励んでおり、また太宰という要職についたので、かねてより桓温は疎ましく思っていた。その為、重税で民を苦しめて賄賂政治を行い、また密かに亡命を企んでいるとして司馬晞を弾劾し、彼と子の司馬綜・司馬㻱を免官とし、彼らを封地へ送還した。さらに、新蔡王司馬晃に嘘の自白をさせ、司馬晞と司馬綜が著作郎殷涓・太宰長史庾倩・散騎常侍庾柔・曹秀らと共に謀反を企んでいたとして、廷尉に処刑するよう命じた。簡文帝はこれを許さなかったので司馬晞と司馬綜だけは庶民に落とすのみに留め、庾倩らは皆族誅となった。これにより桓温の勢威は大いに高まった。
潁川の庾氏は名門の家柄であり、朝廷の重臣を数多く輩出していたので、桓温は彼らをかねてより怨んでいた。庾倩・庾柔らが誅殺されると、一族の庾希は弟の庾邈と子の庾攸之を伴って海陵に逃亡し、従兄弟である青州刺史武沈を頼った。武沈は密かに物資や兵士を庾希に支給した。
咸安2年（372年）、桓温は庾希らの逃亡を知ると、軍を派遣して捜索を命じた。庾希は武沈の子の武遵と共に海岸に兵を結集させて船舶を略奪すると、夜に乗じて京口へ攻め入り、晋陵郡太守卞耽を追い払った。彼らは刑務所を解放して数百人の囚人を解放して武具を与え、桓温討伐の詔勅を密かに受けていると公言した。卞耽は曲阿へ逃げると、諸県の兵2000を集めて反撃し、庾希は城に籠った。桓温は東海郡太守周少孫に庾希討伐を命じた。周少孫は京口で賊軍を破り、庾希らを捕縛した。庾希を始め、庾邈・武遵・その子や侄・配下の将兵に至るまで尽く処断され、建康に送られた。

### 政争
桓温は白石に帰還すると、上疏して姑孰に帰る事を求めた。朝廷は桓温を丞相に進めた上で、建康に留まって社稷を守るよう詔を下したが、桓温はこれを固辞して鎮所に戻る事を求めた。朝廷は侍中王坦之を派遣し、桓温を相として朝廷に迎え、1万戸を加増する事を伝えたが、これも受けなかった。さらに詔が下り、袁真の反乱により西府の物資が不足していた事から、世子の桓熙に布3万匹・米6万斛が与えられ、次子の桓済は給事中に任じられた。
7月、簡文帝が重篤な病となると、桓温へ後事を託す旨を伝え、すぐに参内するよう命じた。詔は1夜の内に4度発せられたが、桓温は謝安と王坦之に後事を託すべきだと上奏し、入朝しなかった。この上奏が通る前に簡文帝は崩御した。死の間際に簡文帝は桓温へ『家国の事は全て公に託すので摂政となり周公に倣え』と遺詔を残したが、王坦之はこれを『諸葛武侯（諸葛亮）・王丞相（王導）の故事のようにせよ』と書き換えた。桓温は簡文帝が自分に禅譲するか、もしくは周公のように居摂を求められると思っていたので、望み通りにならなかった事を知ると甚だ憤怒した。弟の桓沖に書を送って「遺詔には我に武侯（諸葛亮）・王公（王導）の故事に依れとしか無かったわ」と伝えた。簡文帝が崩御した後、群臣は桓温の反発を恐れて太子の擁立を行えず、桓温に決定権を委ねようとしたが、尚書僕射王彪之はこれに猛反対して太子の司馬曜（孝武帝）に位を継がせた。褚太后は孝武帝が幼く、また服喪の期間であったことから、桓温に摂政を任せる様提言したが、王彪之により阻止された。これより、王氏・謝氏が大権を握るようになったので、桓温は日々不満を抱きながら過ごした。
孝武帝が即位すると詔が下り、内外の事務政務は全て桓温に諮問した上で行うこととした。後に孝武帝は謝安を派遣すると、改めて桓温に入朝を求めた。同時に、前部羽葆鼓吹・武賁60人を加える事を伝えたが、桓温はこれを固辞した。
寧康元年（373年）2月、桓温は入朝に同意すると山陵（簡文帝の陵墓高平陵）へ赴いた。桓温の入朝に合わせて詔が下り、桓温は常に無敬のままでいる事を許された。また、尚書謝安らには桓温を新亭に奉迎し、百官はみな道で拝するよう命じられた。当時、地位・人望があった者は、皆この命令に戦慄して青ざめた。建康では流言が広まり、桓温が王氏・謝氏を誅殺し、晋朝は転覆するだろうと言われた。桓温が到来すると、妖賊の盧悚が宮殿の庭に侵入するという事件が起こった。桓温はこれを理由に尚書陸始を捕えるよう廷尉に命じ、罪を咎めたうえで殺した。しばらくして、桓温は病を発して姑孰へ戻った。建康に滞在したのはわずか14日であった。
姑孰へと戻ると、さらに病状が悪化し、起き上がることが出来なくなった。桓温は死期が近いのを悟り、朝廷へ根回しをして九錫を加えるよう何度も催促したが、謝安と王坦之は桓温の容態が悪い事を知ると、その実行を出来るだけ遅らせた。
7月、九錫を下賜する文が完成する前に桓温は死去した。享年62であった。丞相が追贈され、宣武と諡された。皇太后と孝武帝は共に朝堂で三日に渡って臨した。そして、九命・袞冕の服・朝服1具・衣1襲・東園の秘器・銭200万・布2千匹・臘500斤を下賜して、喪事に供するよう詔を下した。喪礼については、全て太宰安平献王司馬孚・漢大将軍霍光の故事に倣って行われ、九旒鸞輅・黄屋左纛・轀輬車・挽歌2部・羽葆鼓吹・武賁班剣100人が下賜された。また、前南郡公に7500戸を加増し、方三百里を進地とする優冊が出され、さらに銭5千万・絹2万匹・布10万匹が下賜された。
元興2年（403年）11月、子の桓玄が桓楚を建てると、桓温を追尊して宣武皇帝とし、廟号は太祖とした。その墓は永崇陵と名付けられた。

## 評価
東晋を牛耳った桓温だがその治世には後世から一定の評価がなされており、隆安4年（400年）に東晋から後秦へ寝返った韋華が東晋の現状を問う秦主・姚興に対して「刑網は峻急にして、風俗は奢宕す。桓温・謝安以後、未だ寛猛の中を見ず」と桓温と謝安の執政時代と比べながら現状を非難している。

## 逸話

### 人物
- 倹約家であり、酒宴の時でも供え物用のたらいに茶果を乗せて出すだけであった。しかし、朝廷を凌駕する立場になると、次第に分不相応の大きな望みを抱くようになったという。
- 自分の容姿風貌を司馬懿や劉琨に似ていると自負しており、ある者が王敦に例えると大いに気分を害した。桓温が第一次北伐から帰還した時、かつて劉琨の伎女であった老いた奴隷を引き連れてきた。彼女は桓温に会うなり、突然涙を流した。桓温がその理由を聞くと「あなた様が劉司空（劉琨）に似ておられたからです」と答えた。桓温は大いに喜び、衣冠を整えると再度彼女を呼び寄せた。彼女は「改めて見てみますと、唇はよく似ていますが少し薄く、眼もよく似ていますが少し小さく、鬚もよく似ていますが少し赤く、体格もよく似ていますが少し背が低く、声もよく似ていますが少し甲高いです」と言った。これを聞いた桓温は衣冠を脱ぎ捨てて横になってしまい、その後数日間に渡り落胆の様子を見せたという。
- 蜀を攻めて三峡に入った時、空に掲げられているかのように急峻な山壁が目に飛び込んできた。それを見た桓温は突然すさまじい勢いで駆け出すと、思わずため息をついて「忠臣となるからには、孝子になることは出来ない。どうすれば良いのであろうな」と言ったという[16]。
- 第二次北伐の際、桓温が金城を通過した時、若い頃に見た柳が生い茂って大きく成長していた。桓温は「木ですらこのように栄えているのに、どうして人間は堪えられないというのか！」と大いに嘆き、枝を手にとって涙を流した。
- 第二次北伐の際、桓温が北の国境を越えると、側近と共に平乗楼に昇って中原を望見した。桓温は「あの神州（中国の美称）がこのように廃墟と化してしまったのか。王夷甫（王衍）らの責任に他ならぬ」と嘆いた。袁宏は「国家の命運というものには興廃があり、誰の過ちでもないでしょう」と反論した。桓温は厳しい表情になり、周囲の人々へ「聞く所によると、劉景升（劉表）は千斤の大牛を飼っていた。普通の牛の10倍の豆を食べたが、重い荷物を遠くまで運ばせると1頭の痩せた雌牛にも劣ったという。魏武（曹操）が荊州に入ると、兵士たちにその大牛を食べさせたそうだ」と言い、暗に袁宏を大牛に例えたので、人々は青ざめた。
- 桓温が荊州刺史であった時、江漢地区で善政を敷こうと思い、百姓に酷刑を科すのは良くないと考えていた。ある令史が杖刑を受けたが、木棒でただ官服を擦っただけだった。桓式は桓温へ「先ほど我は官署の門前を通り、受刑の様子を見ていたが、木棒を雲を払うように振り上げ、振り降ろす時は地面をかすめるだけだった」と、遠回しに刑が意味をなしていない事を告げた。桓温は逆に「我はまた打つ力が強くなったのかと心配したぞ」と言った。
- 王珣はかつて桓温へ「箕子と比干は事の進め方については異なっているが、意図は全て同じである。汝はどちらを肯定してどちらを否定するかね」と問うた。桓温は「いずれも同様に仁の人と称されており、両者とも管仲に見做すことが出来る」と答えた。
- ある時、桓温は横になって親しい幕僚たちに「このまま世に知られずにひっそりと過ごしていては、文景（司馬昭と司馬師の事。魏の政権を掌握した）に笑われてしまうな」と言うと、その場の人達は何も言葉を返せなかった。桓温は枕を押さえて起き上がると「美名を後世に流す事は出来んのに、悪名を万世に残すことも出来んというのか！」と言った。ただし、 『資治通鑑』や『十八史略』では「美名を後世に流す事は出来ぬならば、悪名を万世に残すべし」と記載されている。
- 晩年、桓温は王敦の墓前を通りかかると、墓を見て「良い人である、良い人である」と言っていたという。桓温はかつては王敦を嫌っており、その心の移り替わりを示していると思われる。
- ある人が桓温に向けて、謝安と王坦之のどちらが優れているかを尋ねた。桓温は答えようとしたが、すぐに考え直して「汝は人から聞いた話を吹聴するのが好きなようだが、我が汝に教える事は何もない」と返答した[17]。

### 諺
- 「竹馬の友」と言う言葉は、殷浩が失脚したときに「殷浩と我は子供の頃、竹馬で遊んでおったが、いつも我が乗り捨てた竹馬に殷浩が乗って遊んでおった」と桓温が言ったというのが原典である[18]。この話では現在の「とても仲が良い幼馴染」という意味とは逆で、互いの上下関係を示している。また竹馬（ちくば）は「タケウマ」の事ではなく、切った竹を馬に見立てて乗馬の真似事をする遊びのことである。
- 「断腸」という言葉について、桓温が蜀に入る際、1人の兵士が猿の子供を捕らえ、それを追いかけてきた母猿は百里余り追いかけた後で死に、その腹を割いてみると悲しみのあまり腸がねじ切れていた。桓温は怒ってこの兵士を罷免したという逸話がある[19]。

### 怪異譚
- 遠方より道術を使える比丘尼が桓温の下へ訪ねてきた。比丘尼が別室で湯浴みをしていると、桓温はそれを密かに覗いた。すると突然、比丘尼は裸のまま刀で腹を裂き、次に両足を切り落としてしまった。その後、浴室から出てくると、桓温が吉凶を尋ねた。比丘尼は「公が天子になると、こういう事になりますぞ」と答えたという。
- 元帝・明帝の治世の時、郭璞という人物が予言を行い「君主に世継ぎがいるとしても、兄弟が継ぐことになるでしょう」と述べた。成帝には子がいたが、弟の司馬岳に後事を託し、予言の通りとなった。また郭璞は「李という姓の者、児は征戦を専らにするでしょう。例えるなら車軸であるが、一面が脱落しているでしょう」と述べた。『児』は『子』の事であり、『李』から『子』を除くと『木』となり、『車』から『丨（軸）』を抜くと『亘』となる。これらを合わせる『桓』の字が出来る。また郭璞は「爾来、爾来、河内大県」とも言っていた。爾来とは、これよりを元始とするの意味であり、桓温の字は元子である。故に河内大県というのは桓温の事を指す。成帝・康帝が崩御した頃から桓氏の勢力が拡大したのは、この予言の通りであるという。郭璞は「子が薨る（死ぬ）のを頼みとするのは、国運が延びるからである。子が殞ちる（死ぬ）のを痛むるのは、皇運が暮れるからである」とも述べた。二子とは、元子（桓温）、道子（司馬道子）の事である。桓温は簒奪を試みるも成就する前に死したため、頼とした。会稽王司馬道子は晋国の混乱を招いたが、その死は晋の衰亡によるものだったので、痛としたのであろうと記載されている。
- 寧康元年（373年）春に入朝した際、桓温は高平陵を拝した。その時、桓温の挙動がおかしい事に周囲の者が気づいた。桓温は車に戻ると、従者へ向けて先帝（簡文帝）が霊として見えた事を告げた。帝が何を話したかを述べなかったので、皆どういう事か分からなかった。ただ、拝する時に桓温は何度も「この温、敢えてそのような事は致しません」と言うのを聞いた。また桓温は側近に殷涓の容姿を問うと、小柄で肥満であったと答えた。すると、 桓温はまた帝の側に殷涓がいたと呟いた（殷涓はかつて桓温によって庶人に降とされた殷浩の子であり、大いに気尚を有していたが、遂に桓温を詣でる事は無かった。武陵王司馬晞と交友していたため、桓温は彼を疑って誅殺したが、顔や体型は知らなかった）。この後すぐに、桓温は殷涓に祟られたかのように病を発したという。
- 太元10年（385年）、広陵に出陣していた謝安は朝廷により召喚された。すでに病気が深まっていた謝安は友人に「昔、桓温の生前に私はいつも無事でなくなるのではないかと恐れた。忽然、夢の中で桓温の車に乗って16里を行ったが、一匹の白い鶏を見ると止まった。桓温の車に乗ったのは彼の代わりであり、16里はそれ以降から今まで16年ということだ。白い鶏は「酉」に当たり、今年（乙酉年）の太歳が「酉」にあるから、私の病気はきっと回復しないだろう」と嘆いたという。この言葉を残して間もなく謝安は病死した[20]。

### その他
- 桓温の生後間もない頃、温嶠は彼を見て「この子には奇骨がある」と言い、試しに泣かせてみた。その声を聴くと「真の英物である！」と称えた。温嶠に賞賛されたので、その名を「温」と名づけられたという。これを聞いた温嶠は笑って「もしそれが本当なら、我はいつか姓を改めねばならんな」と言い、桓温が後に高貴な身分になり「温」の字が使えなくなることを予見したという。実際に後に東晋に禅譲を迫って楚を建国した末子の桓玄が「温」がつく者を改めさせる詔勅を発布している。
- 第一次北伐の際、桓温が関中に駐屯していると、王猛が来訪してきた。彼は虱をひねりながら当世について語り、その振る舞いは傍若無人であった。桓温は彼を高く評価し「我は天子を奉じて精鋭十万を率い、義をもって逆賊を討ち、民のために尽くさんとしている。にもかかわらず、三秦の豪族らが我の下に来ないのはなぜか」と彼に尋ねた。王猛は答えて「汝は数千里の彼方から深く敵地に入り込み、もはや長安は間近である。しかしながら灞水を渡らずにいるから、民は汝の考えを図りかねているのです」と言った。桓温は黙然としてしまい答える事が出来なかった。桓温は南へ帰還する際、王猛へ随行するよう要請し、彼に車馬を送って高官督護に任じた。だが、王猛はこれを受けず、北方に留まった。後に王猛は前秦の宰相としてその名を馳せる事になる。
- 前秦天王苻堅は桓温が皇帝廃立を行ったと聞くと、これを不満に思い「桓温は灞上において失敗し、さらに枋頭でも敗れた。15年の内に2度も国家に重大な打撃を与えた。その過ちを改める事もなく、今度は君主を廃立した。60歳の老人がこのように振る舞って、どうやって自身を天下に示すというのか」と批判した[21]。
- 侍中謝安は桓温を見つけると遠くから拝礼したので、桓温は驚いて「安石（謝安）よ、卿がどうしてそのような事するのか！」と言った。謝安は「君は未だ前（皇帝の御前）で拝していないから、臣は後ろに立って君に礼をするのです」と言い、皇帝を凌駕する権限を有していた桓温を遠回しに批判した。
- 晩年、桓沖は桓温に謝安・王坦之をどう対処するか尋ねると、桓温は「伊ら（彼ら）は、汝が対処出来る所ではない」と答えた。桓温は彼らが敢えて自分の存命中に動く事は無いのを知っており、仮に二人を殺害したとしても桓沖にとっては無益であり、むしろ人望を損なう事態となるだけでなので、暗殺を思い止まらせたのだという。
- 桓温が雪の中狩りをしていると、王濛・劉惔らとぶつかった。劉惔は桓温が軍服を着ていたので「老賊がこんな所で何を欲しているのですかな」と冗談交じりに言った。桓温は「もしこれが間違いなら、卿らはここで座談でもするのかね」と返した[22]。
- 桓温が名士劉惔の様子を窺いに来ると、劉惔は床上で横になっていたので、冗談交じりに弾弓で彼の枕を撃った。すると弾は布団の上に飛び散り、劉惔は激怒して起き上がると「使君よ。こんなことをして戦争に勝てるのかね」と言った。桓温は大いに不満を抱いたという[23]。

## 著作
桓温は43巻の文集を著しているが、隋朝の時に残っていたのは11巻のみであったという。また、それとは別に桓温の著作を纏めた『桓温集』なるものがあり、全20巻であったという。現存しているのはそのうち18篇であり、代表的なものとして『檄胡文』・『上疏陳便宜七事』・『上疏廃殷浩』・『請還都洛陽疏』・『上疏自陳』・『辞参朝政疏』がある。

## 家系

### 父
- 桓彝 - 譙国竜亢の桓氏は魏の時代に刑家（罪人の家系）となり、西晋時代では高門名族とはかけ離れていたという。桓彝は江南に渡って名士と交わり、江左八達（江東の名士8人）に数えられるようになった。後に、宣城内史となり、明帝の下で王敦の乱鎮圧に功績を挙げ、家格を大いに上げたが、蘇峻の乱で戦死した。

### 母
- 孔憲 - 臨賀太夫人を追贈された。

### 妻
- 司馬興男 - 明帝の長女。南康公主に封じられた。
- 李氏 - 李勢の娘[27]。桓温が成漢を平定した際に妾とした。
- 馬氏 - 桓玄の生母である。後に桓玄により豫章公太夫人を追贈された。

### 兄弟
桓温は長男であり、弟は4人いた。
- 桓雲 - 官位は建武将軍・江州刺史・都督司豫二州諸軍事に至り、万寧県男に封じられた。
- 桓豁 - 官位は征西大将軍・荊州刺史・監荊揚雍寧益交広七州諸軍事に至った。
- 桓秘 - 官位は領軍に至った。侄子の桓熙・桓済と共に桓沖謀殺を図るが、失敗して廃された。
- 桓沖 - 字は幼子。官位は侍中・車騎将軍・荊州刺史・都督江荊等七州三郡諸軍事に至った。豊城県公に封じられた。

### 男子
桓温には6人の子がいた。
- 桓熙 - 字は伯道。世子であったが、才能が無いのを理由に兵を桓沖に預けられた。桓温臨終に際して、桓済・桓秘と共に桓沖謀殺を図るが、失敗して長沙へ流された。
- 桓済 - 字は仲道。臨賀県公に封じられた。桓熙・桓秘と共に桓沖謀殺を図るが、失敗して長沙へ流された。
- 桓歆 - 字は叔道。臨賀県公に封じられた。
- 桓禕 - 兄弟で最も愚かであったと伝わる。
- 桓偉 - 字は幼道。情が深く誠実だったので士卒や庶民から信頼された。官位は安西将軍・領南蛮校尉・荊州刺史・使持節・都督荊益寧秦梁五州諸軍事に至り、西昌侯に封じられた。死後、驃騎将軍・開府儀同三司が追贈された。
- 桓玄 - 南郡公の爵位を継いだ。官位は相国に至り、後に帝位を簒奪して桓楚を建てた。最期は劉裕率いる討伐軍に敗れて殺された。

### 女子
- 桓伯子 - 王愷に嫁いだ。
- 桓氏 - 王裕之に嫁いだ。
- 桓氏 - 殷仲文に嫁いだ。